# Cranchia scabra
Genre
Espèce
Statut de conservation UICN

 LC  : Préoccupation mineure
Cranchia scabra est une espèce de petit calmar de verre (environ 150 mm). C'est le seul représentant de son genre Cranchia.

## Description
Son manteau est recouvert de plusieurs petites pointes cartilagineuses. Lorsqu'il est en danger, il rentre sa tête et ses bras dans la cavité du manteau et ses nageoires se plaquent contre le manteau pour former une boule.
Les petites pointes, sans doute, fournissent un certain type de protection, mais on ne sait pas si les prédateurs sont affectés et comment. En outre, le calmar peut expulser de l'encre dans la cavité du manteau, ce qui rend le ballon complètement opaque. Les scientifiques pensaient qu'il s'agissait d'un comportement aberrant dû au stress et au confinement des aquariums des navires d'exploration, jusqu'à ce que ce comportement soit observé dans son milieu naturel. La fonction de ce comportement est inconnu.

## Écologie et comportement
Durant les 4 à 5 premiers mois de sa vie, cette espèce commence son développement dans les eaux épipélagiques avant de rejoindre des zones océaniques plus profondes.
Ce type de calmar de verre a été observé jusqu'à 2000 m de profondeur.

## Étymologie
Le genre Cranchia, dont cette espèce est l'unique représentante, doit son nom à John Cranch. Ce naturaliste anglais est le premier à avoir décrit ce calmar.